# Pascale Jeuland
Pascale Jeuland-Tranchant (Rennes, 2 giugno 1987) è un'ex pistard e ciclista su strada francese, campionessa del mondo 2010 nello scratch su pista.

## Palmarès

### Pista
- 2004

Campionati francesi, Inseguimento individuale Junior
- 2005

Campionati francesi, Inseguimento individuale Junior
Campionati francesi, Corsa a punti Junior
- 2007

Campionati francesi, Corsa a punti
- 2008

Campionati francesi, Corsa a punti
- 2009

Campionati francesi, Corsa a punti
Campionati francesi, Scratch
- 2010

Campionati francesi, Inseguimento individuale
Campionati del mondo, Scratch
- 2013

Campionati francesi, Inseguimento individuale
Campionati francesi, Inseguimento a squadre (con Audrey Cordon-Ragot e Fiona Dutriaux)
- 2014

Campionati francesi, Inseguimento individuale
Campionati francesi, Scratch
Campionati francesi, Inseguimento a squadre (con Roxane Fournier e Fiona Dutriaux)
- 2015

Campionati francesi, Inseguimento a squadre (con Aude Biannic e Roxane Fournier)
- 2016

Campionati francesi, Omnium
Campionati francesi, Inseguimento a squadre (con Eugénie Duval, Coralie Demay e Roxane Fournier)
- 2018

Campionati francesi, Corsa a punti

### Strada
- 2011 (Vienne Futuroscope, una vittoria)

Classic Féminine de Vienne Nouvelle-Aquitaine
- 2014 (Poitou-Charentes.Futuroscope.86, una vittoria)

4ª tappa Trophée d'Or féminin (Avord > Avord)

## Piazzamenti

### Competizioni mondiali
- Campionati del mondo su pista

Los Angeles 2004 - Inseg. individuale Junior: 10ª
Los Angeles 2004 - Scratch Junior: 5ª
Salisburgo 2005 - Corsa a punti Junior: 18ª
Salisburgo 2005 - Inseg. individuale Junior: 12ª
Bordeaux 2006 - Corsa a punti: 17ª
Manchester 2008 - Corsa a punti: 9ª
Manchester 2008 - Scratch: 6ª
Pruszków 2009 - Scratch: 5ª
Pruszków 2009 - Corsa a punti: ritirata
Ballerup 2010 - Inseguimento a squadre: 13ª
Ballerup 2010 - Scratch: vincitrice
Ballerup 2010 - Corsa a punti: 15ª
Apeldoorn 2011 - Scratch: 18ª
Apeldoorn 2011 - Corsa a punti: ritirata
Apeldoorn 2011 - Omnium: 16ª
Melbourne 2012 - Omnium: 20ª
St. Quentin-en-Yvelines 2015 - Inseg. a squadre: 15ª
St. Quentin-en-Yvelines 2015 - Scratch: squalificata
Londra 2016 - Scratch: 15ª
Pruszków 2019 - Inseguimento a squadre: 9ª
Pruszków 2019 - Americana: 10ª
- Campionati del mondo su strada

Salisburgo 2005 - In linea Junior: 9ª
Richmond 2015 - In linea Elite: ritirata
Doha 2016 - In linea Elite: ritirata
- Giochi olimpici

Pechino 2008 - Corsa a punti: 7ª

### Competizioni europee
- Campionati europei su pista

Fiorenzuola d'Arda 2005 - Inseguimento individuale Junior: 2ª
Fiorenzuola d'Arda 2005 - Scratch Junior: 3ª
Fiorenzuola d'Arda 2005 - Corsa a punti Junior: 2ª
Atene 2006 - Inseguimento individuale Under-23: 7ª
Atene 2006 - Corsa a punti Under-23: 9ª
Atene 2006 - Scratch Under-23: 4ª
Pruszków 2008 - Inseguimento individuale Under-23: 2ª
Pruszków 2008 - Corsa a punti Under-23: 10ª
Pruszków 2008 - Scratch Under-23: 8ª
Minsk 2009 - Corsa a punti Under-23: 5ª
Minsk 2009 - Scratch Under-23: 4ª
Pruszków 2010 - Inseguimento a squadre: 11ª
Apeldoorn 2011 - Omnium: 10ª
Baie-Mahault 2014 - Inseguimento a squadre: 5ª
Baie-Mahault 2014 - Scratch: 4ª
Baie-Mahault 2014 - Inseguimento individuale: 9ª
Saint-Quentin-en-Yvelines 2016 - Inseguimento a squadre: 4ª
Glasgow 2018 - Inseguimento a squadre: 5ª
Glasgow 2018 - Corsa a punti: 11ª
Glasgow 2018 - Americana: 7ª
- Campionati europei su strada

Sofia 2007 - Cronometro Under-23: 19ª
Sofia 2007 - In linea Under-23: 5ª
Hooglede 2009 - In linea Under-23: 6ª
Alkmaar 2019 - Staffetta: 5ª
Alkmaar 2019 - In linea Elite: 66ª